# Ime rože
Ime rože (italijansko Il nome della rosa) je zgodovinski roman iz leta 1980, ki ga je napisal Umberto Eco. Zgodba je postavljena v srednjeveški samostan v 14. stoletju, kamor glavni lik, frančiškan Viljem iz Baskervilla in njegov učenec Adson prideta preiskovat serijo nepojasnjenih smrti. Kmalu naletita na globljo zaroto, v katero se vpletejo tudi predstavniki inkvizicije.
V slovenščini je prvič izšel leta 1984 pri založbi Mladinska knjiga v prevodu Srečka Fišerja (COBISS) in bil kasneje večkrat ponatisnjen.
Leta 1986 je bil po knjigi posnet istoimenski film s Seanom Conneryjem v glavni vlogi.